# (7015) Schopenhauer
(7015) Schopenhauer est un astéroïde de la ceinture principale.

## Description
(7015) Schopenhauer est un astéroïde de la ceinture principale. Il fut découvert par Eric Walter Elst le 16 août 1990 à La Silla. Il présente une orbite caractérisée par un demi-grand axe de 2,3250 UA, une excentricité de 0,1695 et une inclinaison de 5,4784° par rapport à l'écliptique.
Il fut nommé en hommage au philosophe allemand Arthur Schopenhauer.

## Compléments